# Тобэк, Джеймс
Джеймс Тобэк (англ. James Toback, р. 23 ноября 1944 в Нью-Йорке) — американский кинорежиссёр, сценарист, актёр и продюсер.

## Биография
Выпускник Гарвардского и Колумбийского университетов, занимался журналистикой. В 1971 году написал книгу про футболиста Джима Брауна. Свой первый автобиографический сценарий написал к фильму «Игрок», снятому Карелом Рейшем в 1974 году. Первой режиссёрской работой стал фильм «Пальцы» (1978), в котором герой Харви Кейтеля живёт двойной жизнью пианиста и криминального элемента, выбивающего долги для своего отца-бандита.
Следующие три фильма, где Тобэк был одновременно режиссёром и сценаристом — «Любовь и деньги» (Орнелла Мути, Клаус Кински), «На виду» (Настасья Кински, Рудольф Нуреев, Харви Кейтель), «Специалист по съёму» критикой были встречены прохладно. В картине «На виду» Тобэк впервые появился как актёр в эпизодической роли любовника героини Кински.
В 1989 году снял документальный фильм «The Big Bang», состоящий из нескольких интервью — философских размышлений разных людей. В 1992 году за сценарий к «Багси» номинировался на «Оскар».
Фильм «Чёрное и белое» (1999) повествует о том, как на почве интереса к хип-хоп культуре сближается белая молодёжь из богатых семей и чернокожие полукриминальные элементы из Гарлема. В фильме снимались Роберт Дауни-младший, Брук Шилдс, Клаудиа Шиффер и Майк Тайсон (играл самого себя). Фильм «Гарвардская тусовка» (Сара Мишель Геллар) рассказывает о студенческой среде. В 2004 году вышла комедия «Когда меня полюбят» (Нив Кэмпбелл). В 2008 году снял документальную ленту про боксёра Майкла Тайсона.
22 октября 2017 года газета Los Angeles Times сообщила о том, что 38 женщин обвинили Тобэка в сексуальных домогательствах. По утверждениям жертв, режиссёр приставал к начинающим актрисам на кастингах, а также просто подходил к молодым девушкам на улице, после чего приглашал их в свой трейлер или гостиничный номер, где совершал неприличные действия в их присутствии и задавал унижающие вопросы. На откровенный разговор с журналистами актрисы решились после того, как общественность узнала об аналогичных преступлениях продюсера Харви Вайнштейна. После публикации статьи в газету обратились ещё 357 женщин, обвинивших Тобэка в домогательствах на протяжении последних 40 лет.

## Фильмография

### Актёр
- 1983 — На виду / Exposed — Лео Боскович
- 2003 — Смерть династии / англ. Death of a Dynasty — Лёр Коэн
- 2004 — Когда меня полюбят / When Will I Be Loved — профессор Гассан Аль-Ибрагим Рабинович

### Режиссёр
- 1978 — Пальцы / Fingers
- 1982 — Любовь и деньги / Love and Money
- 1983 — На виду / Exposed
- 1987 — Специалист по съёму / The Pick-up Artist
- 1989 — Большой взрыв / The Big Bang
- 1997 — Любовный треугольник / Two Girls and a Guy
- 1999 — Чёрное и белое / Black and White
- 2001 — Гарвардская тусовка / англ. Harvard Man
- 2004 — Когда меня полюбят / When Will I Be Loved
- 2008 — Тайсон / Tyson
- 2013 — Соблазнённые и брошенные / Seduced and Abandoned

### Сценарист
- 1974 — Игрок / The Gambler
- 1978 — Пальцы / Fingers
- 1982 — Любовь и деньги / Love and Money
- 1983 — На виду / Exposed
- 1987 — Специалист по съёму / The Pick-up Artist
- 1989 — Большой взрыв / The Big Bang
- 1991 — Багси / Bugsy
- 1997 — Любовный треугольник / Two Girls and a Guy
- 1999 — Чёрное и белое / Black and White
- 2001 — Гарвардская тусовка / англ. Harvard Man
- 2004 — Когда меня полюбят / When Will I Be Loved
- 2008 — Тайсон / Tyson
- 2013 — Соблазнённые и брошенные / Seduced and Abandoned

### Продюсер
- 1982 — Любовь и деньги / Love and Money
- 1983 — На виду / Exposed
- 2008 — Тайсон / Tyson